# La obra secreta
La obra secreta es una película argentina de 2018 dirigida por Graciela Taquini, escrita por Andrés Duprat y protagonizada por Daniel Hendler y Mario Lombard. Es el debut como directora de Taquini.

## Trama
Elio Montes (Hendler) es un arquitecto frustrado y conocedor del trabajo de Le Corbusier que trabaja como encargado de las visitas guiadas en la Casa Curutchet, único trabajo de Le Corbusier en Latinoamérica. Cincuenta años después de su muerte, el afamado arquitecto suizo llega a la ciudad de La Plata para conocer la casa, que no conoció en vida.

## Recepción
Natalia Blanc del diario La Nación escribió que la película «combina ficción y un registro documental en un juego de imágenes, testimonios, citas, metáforas y guiños perfectamente ensamblados».